# Perry Mason Returns
Perry Mason Returns(O Retorno de Perry Mason) é um telefilme estadunidense de 1985. O telefilme foi exibido pela NBC em forma de especial, e contou com Raymond Burr e Barbara Hale interpretando Perry Mason e Della Street respectivamente, que já haviam interpretado os mesmos personagens na série Perry Mason. No filme Della Street é acusada de assassinato, e o então juiz Perry Mason volta a seu tempo de advogado para defender a sua antiga secretária. 

## Sinopse
Gordon, um rico homem de negócios, que tem muitos inimigos, foi assassinado. Aparentemente alguém contratou um assassino para matá-lo de forma a culpar sua secretária, Della Street. Quando Della Street é acusada de ser a assassina, o então juiz Perry Mason, abandona o cargim para defender Della, e encarrega o filho de seu velho amigo, Paul Drake(que na história era retratado como já morto), Paul Drake Jr., para que investigue o caso.

### Elenco
- Raymond Burr como Perry Mason
- Barbara Hale	como Della Street
- William Katt como Paul Drake Jr.
- Holland Taylor como Paula Gordon
- Richard Anderson como Ken Braddock
- Kerrie Keane como Kathryn Gordon
- Al Freeman Jr. como Tenente Cooper
- David McIlwraith como David Gordon
- Roberta Weiss como Laura Gordon
- Cassie Yates como Julie Scott
- Patrick O'Neal como Arthur Gordon
- James Kidnie	como Bobby Lynch
- Paul Hubbard como Sargento Stratton
- Lindsay Merrithew como Chris
- Kathleen Laskey como Luanne

## Prêmios
O telefilme teve uma indicação ao Edgar Allan Poe Awards como melhor filme de televisão ou minissérie em 1986, porém o vencedor foi Guilty Conscience (filme).

## Curiosidades
- William Katt intérprete de Paul Drake Jr. é na vida real, filho de Barbara Hale
- Barbara Hale e Raymond Burr foram os únicos sobreviventes da série Perry Mason da CBS, na qual representaram os mesmos personagens, porém Richard Anderson intérprete de Ken Braddock também participou de alguns episódios da série da CBS
- No filme Della Street e Perry Mason se beijam na boca, após o veredicto final que inocenta a secretária do advogado.
- Perry Mason no filme era juiz porém abandonou seu cargo para defender Della Street.